# Caulokaempferia secunda
Caulokaempferia secunda là một loài thực vật có hoa trong họ Gừng. Loài này được (Wall.) K.Larsen mô tả khoa học đầu tiên năm 1964.